# پادشاه دبیرستان
پادشاه دبیرستان (انگلیسی: High School King of Savvy; کره‌ای: 고교처세왕) یک مجموعه تلویزیونی کره جنوبی سال ۲۰۱۴ با بازی سو این گوک، لی هانا، لی سوهیوک و لی یول-اوم است. این مجموعه از ۱۶ ژوئن تا ۱۱ اوت ۲۰۱۴، روزهای دوشنبه و سه‌شنبه ساعت ۲۳:۰۰ (کی‌اس‌تی) از تی‌وی‌ان برای ۱۷ قسمت پخش شد.

## خلاصه داستان
لی مین-سوک (سو این-گوک) دانش‌آموز دبیرستان و بازیکن هاکی روی یخ است. او و برادر بزرگترش هیونگ-سوک علی‌رغم اختلاف سنی ۹ ساله‌شان، بسیار شبیه هم هستند.

## گروه بازیگران

### بازیگران اصلی
سو این-گوک در نقش لی مین-سوک / لی هیونگ-سوک
لی ها-نا در نقش جونگ سو-یونگ
لی سو-هیوک در نقش یو جین-وو
لی یول-اوم در نقش جونگ یو-آه

## تولید
اولین جلسه خواندن فیلمنامه در ۲۵ آوریل ۲۰۱۴ در مرکز CJ E&M در سانگام-دونگ، سئول، کره جنوبی برگزار شد. فیلمبرداری در اوایل ماه مه ۲۰۱۴ آغاز شد.